# Filip Bradarić
Filip Bradarić (Split, 11 januari 1992) is een Kroatisch voormalig voetballer die doorgaans speelde als middenvelder. Tussen 2011 en 2024 was hij actief voor Hajduk Split, Primorac 1929, HNK Rijeka, Cagliari, opnieuw Hajduk Split, Celta de Vigo, Al-Ain en Zrinjski Mostar. Bradarić maakte in 2016 zijn debuut in het Kroatisch voetbalelftal en kwam uiteindelijk tot zes interlandoptredens.

## Clubcarrière
Bradarić speelde in de jeugdopleiding van Hajduk Split. Voor hij doorbrak bij deze club, bracht hij twee seizoenen op huurbasis door bij Primorac 1929. Bij deze club speelde de middenvelder vijfenvijftig competitiewedstrijden, waarin hij achtmaal scoorde. Na zijn terugkeer mocht Bradarić zijn debuut maken bij Hajduk. Dat deed hij op 13 juli 2013, toen met 1–5 gewonnen werd bij Zadar. Tomislav Kiš scoorde tweemaal en ook Jean Evrard Kouassi, Mario Pašalić en Marko Bencun kwamen tot scoren namens Hajduk. De tegentreffer was van Želimir Terkeš. Bradarić mocht van coach Igor Tudor twaalf minuten invallen voor Tonći Mujan.
In anderhalf jaar tijd kwam Bradarić tot achtendertig wedstrijden en twee doelpunten, voor hij verkaste naar HNK Rijeka. Deze club betaalde circa driehonderdduizend euro voor zijn overgang en de middenvelder zette zijn handtekening onder een verbintenis voor de duur van drieënhalf jaar. Dit contract werd in 2017 met twee seizoenen verlengd, tot medio 2020. In de zomer van 2018 maakte de Kroaat de overstap naar Cagliari, waar hij voor vijf jaar tekende. Deze club verhuurde hem medio 2019 aan Hajduk Split.
In januari 2020 werd Bradarić opnieuw verhuurd, nu aan Celta de Vigo. In oktober 2020 werd hij voor de derde maal verhuurd; aan het Saoedische Al-Ain. Na afloop van deze verhuurperiode nam de Saoedische club Bradarić definitief over. In september 2022 vertrok de Kroaat bij deze club, waarna hij bijna een jaar zonder club zat. Hij tekende in augustus 2023 voor Zrinjski Mostar. Hij besloot in juli 2024 op tweeëndertigjarige leefijd een punt achter zijn actieve loopbaan te zetten.

## Clubstatistieken
| Seizoen | Club            | Competitie       | Competitie | Competitie | Beker | Beker | Internationaal | Internationaal | Totaal | Totaal |
| Seizoen | Club            | Competitie       | Wed.       | Dlp.       | Wed.  | Dlp.  | Wed.           | Dlp.           | Wed.   | Dlp.   |
| ------- | --------------- | ---------------- | ---------- | ---------- | ----- | ----- | -------------- | -------------- | ------ | ------ |
| 2010/11 | Hajduk Split    | 1. HNL           | 0          | 0          | 0     | 0     | —              | —              | 0      | 0      |
| 2011/12 | → Primorac 1929 | 3. HNL           | 28         | 2          | 0     | 0     | —              | —              | 28     | 2      |
| 2012/13 | → Primorac 1929 | 2. HNL           | 27         | 6          | 0     | 0     | —              | —              | 27     | 6      |
| 2013/14 | Hajduk Split    | 1. HNL           | 25         | 1          | 4     | 1     | 1              | 0              | 30     | 2      |
| 2014/15 | Hajduk Split    | 1. HNL           | 13         | 1          | 2     | 0     | 3              | 0              | 18     | 1      |
| 2014/15 | HNK Rijeka      | 1. HNL           | 15         | 1          | 2     | 0     | —              | —              | 17     | 1      |
| 2015/16 | HNK Rijeka      | 1. HNL           | 26         | 1          | 5     | 1     | 2              | 0              | 33     | 2      |
| 2016/17 | HNK Rijeka      | 1. HNL           | 33         | 2          | 6     | 0     | 1              | 0              | 40     | 2      |
| 2017/18 | HNK Rijeka      | 1. HNL           | 29         | 3          | 2     | 0     | 11             | 0              | 42     | 3      |
| 2018/19 | Cagliari        | Serie A          | 27         | 0          | 2     | 0     | —              | —              | 29     | 0      |
| 2019/20 | → Hajduk Split  | 1. HNL           | 9          | 0          | 1     | 0     | —              | —              | 10     | 0      |
| 2019/20 | → Celta de Vigo | Primera División | 14         | 0          | 0     | 0     | —              | —              | 14     | 0      |
| 2020/21 | → Al-Ain        | Pro League       | 25         | 1          | 2     | 1     | —              | —              | 27     | 2      |
| 2021/22 | Al-Ain          | Pro League       | 26         | 2          | 1     | 1     | —              | —              | 27     | 3      |
| 2023/24 | Zrinjski Mostar | Premijer Liga    | 12         | 0          | 6     | 0     | 4              | 0              | 22     | 0      |
| Totaal  | Totaal          | Totaal           | 309        | 20         | 33    | 4     | 22             | 0              | 364    | 24     |

## Interlandcarrière
Bradarić maakte zijn debuut in het Kroatisch voetbalelftal op 15 november 2016, toen met 0–3 gewonnen werd van Noord-Ierland door treffers van Mario Mandžukić, Duje Čop en Andrej Kramarić. De middenvelder mocht van bondscoach Ante Čačić als basisspeler aan het duel beginnen en hij speelde de volledige negentig minuten. Bradarić werd in mei 2018 door bondscoach Zlatko Dalić opgenomen in de selectie van Kroatië voor het wereldkampioenschap in Rusland. Op het toernooi bereikte Kroatië de finale, waarin met 4–2 van Frankrijk verloren werd. Bradarić speelde alleen mee in het groepsduel met IJsland.
| Interlands van Filip Bradarić voor Kroatië | Interlands van Filip Bradarić voor Kroatië | Interlands van Filip Bradarić voor Kroatië | Interlands van Filip Bradarić voor Kroatië | Interlands van Filip Bradarić voor Kroatië | Interlands van Filip Bradarić voor Kroatië | Interlands van Filip Bradarić voor Kroatië |
| №                                          | Datum                                      | Wedstrijd                                  | Uitslag                                    | Competitie                                 | Goals                                      |                                            |
| Als speler bij HNK Rijeka                  | Als speler bij HNK Rijeka                  | Als speler bij HNK Rijeka                  | Als speler bij HNK Rijeka                  | Als speler bij HNK Rijeka                  | Als speler bij HNK Rijeka                  | Als speler bij HNK Rijeka                  |
| ------------------------------------------ | ------------------------------------------ | ------------------------------------------ | ------------------------------------------ | ------------------------------------------ | ------------------------------------------ | ------------------------------------------ |
| 1                                          | 15 november 2016                           | Noord-Ierland – Kroatië                    | 0 – 3                                      | Vriendschappelijk                          |                                            |                                            |
| 2                                          | 28 maart 2017                              | Estland – Kroatië                          | 3 – 0                                      | Vriendschappelijk                          |                                            |                                            |
| 3                                          | 27 maart 2018                              | Mexico – Kroatië                           | 0 – 1                                      | Vriendschappelijk                          |                                            |                                            |
| 4                                          | 3 juni 2018                                | Brazilië – Kroatië                         | 2 – 0                                      | Vriendschappelijk                          |                                            |                                            |
| 5                                          | 26 juni 2018                               | IJsland – Kroatië                          | 1 – 2                                      | WK 2018                                    |                                            |                                            |
| Als speler bij Cagliari                    |                                            |                                            |                                            |                                            |                                            |                                            |
| 6                                          | 15 oktober 2018                            | Kroatië – Jordanië                         | 2 – 1                                      | Vriendschappelijk                          |                                            |                                            |

## Erelijst
| 1. HNL | 1 | 2016/17 |